# Agustín González Martínez
Agustín González Martínez (Linares, 24 de març de 1930 - Madrid, 16 de gener de 2005) va ser un actor espanyol.

## Biografia
Va començar les carreres d'aparellador, perit industrial i Filosofia i Lletres, encara que la seva afició a la interpretació va fer que abandonés els estudis per a integrar-se en el Teatro Español Universitario, on va romandre alguns anys durant la seva etapa d'estudiant.
En 1953 va debutar en el teatre amb un petit paper a Escuadra hacia la muerte. A l'any següent va aparèixer en la seva primera pel·lícula, Felices pascuas, de Juan Antonio Bardem, arribant a convertir-se en secundari de luxe en més de cent cinquanta pel·lícules al llarg d'una brillant trajectòria cinematogràfica que en la dècada de 1980 li va reportar importants èxits.
Entre els seus principals títols: Plácido i la trilogia L'escopeta nacional, Patrimonio nacional i Nacional III, de Luis García Berlanga; La colmena i Los santos inocentes, de Mario Camus; Belle Époque, de Fernando Trueba i Volver a empezar, El abuelo, Historia de un beso i Tiovivo c.1950 (la seva última pel·lícula), de José Luis Garci. Adquirí major protagonisme a Las bicicletas son para el verano (1984), adaptació e Jaime Chávarri de l'obra homònima de Fernando Fernán Gómez que ja va interpretar a escena. Tal era el seu ritme de treball que va haver-hi anys en què va aparèixer fins a dotze pel·lícules i va ser candidat al Premi Goya al millor actor secundari en quatre ocasions.
En el Festival Imagfic de 1988 l'actor Agustín González va guanyar el premi al millor actor pel seu paper en la pel·lícula Testigo azul (alucine) del director Francisco Rodríguez. González va guanyar ex aequo aquest premi al costat del nord-americà David Jacobson (pel seu treball en la pel·lícula The beat de Paul Mones).
La seva participació en sèries de televisió com Cervantes, Cuentos imposibles, Los ladrones van a la oficina i Éste es mi barrio, entre d'altres, va acostar la seva figura, més si cap, al públic.
En teatre va treballar com a protagonista al costat de Berta Riaza en Todos eran mis hijos, d'Arthur Miller, que fou duta a Buenos Aires l'agost de 1988. En 1990 protagonitzà junt amb María Asquerino El león en invierno, de James Goldman, obra que reflecteix les lluites entre Enric II i Elionor d'Aquitània. Altres drames que va representar foren Luces de bohemia (1970), de Valle Inclán; Irene o el tesoro, d'Antonio Buero Vallejo; El rufián castrucho, de Lope de Vega; Las mocedades del Cid, de Guillén de Castro; El burlador de Sevilla, de Tirso de Molina o En la red, d'Alfonso Sastre. També obres d'autors estrangers com Els emigrats, de Sławomir Mrożek, que va interpretar amb José María Rodero, o Parany per a un home sol, original de Robert Thomas.
L'agost de 2003 roda a Galícia El último día del principio de tu vida curtmetratge de Pedro Folla i Carlos Castel, en el qual va compartir cartell amb joves actors com Daniel Huarte o Javier Pereira entre d'altres. El posteriorment mort, mai va arribar a visualitzar la cinta, ja que aquesta es va estrenar just el dia abans de la seva defunció i Agustín ja havia estat per a aquell llavors hospitalitzat.
Al novembre de 2004 va estrenar el muntatge Tres hombres y un destino junt amb José Luis López Vázquez i Manuel Alexandre, però hagué de ser substituït poc després i va morir el gener de 2005 en la Clínica La Zarzuela de Madrid a causa de les complicacions provocades per una pneumònia.
Entre 1954 i 1986 va estar unit a l'actriu María Luisa Ponte, la seva companya de nombrosos repartiments, encara que va mantenir relacions temporals amb María Asquerino i Pilar Bardem. Acabaria la seva vida al costat de Maite de la Cruz, mare de la presentadora de televisió Sandra Sutherland.
Era germà de Manuel González, un dels components del grup Los Brincos.

## Filmografia

### Cinema (selecció)
- Un tipo de sangre, de León Klimovsky
- Felices pascuas, de Juan Antonio Bardem, 1942.
- Mi calle, d'Edgar Neville, 1960.
- Plácido, de Luis García Berlanga, 1961.
- Atraco a las tres, de José María Forqué, 1962.
- Los que no fuimos a la guerra, de Julio Diamante, 1962.
- El mundo sigue, de Fernando Fernán-Gómez, 1963.
- El verdugo, de Luis García Berlanga, 1963.
- La verbena de la Paloma, de Jose Luis Sáenz de Heredia, 1963.
- Secuestro en la ciudad, de Luis María Delgado, 1964.
- Tengo 17 años, de José María Forqué, 1964.
- De cuerpo presente, de Antonio Eceiza, 1967.
- La Regenta, de Gonzalo Suárez, 1974.
- El diputado. d'Eloy de la Iglesia, 1978.
- La escopeta nacional, de Luis García Berlanga, 1978.
- Patrimonio Nacional, de Luis García Berlanga, 1980.
- El nido, de Jaime de Armiñán, 1980.
- El divorcio que viene, de Pedro Masó, 1980.
- Las aventuras de Enrique y Ana, de Tito Fernández, 1981.
- Volver a empezar, de José Luis Garci, 1981.
- Gary Cooper, que estás en los cielos, de Pilar Miró, 1981.
- Nacional III, de Luis García Berlanga, 1982.
- La colmena, de Mario Camus, 1982.
- Las bicicletas son para el verano, de Jaime Chávarri, 1983.
- El caso Almería, de Pedro Costa, 1983.
- El crack II, de José Luis Garci, 1983.
- Los santos inocentes, de Mario Camus, 1984.
- El Pico II, d'Eloy de la Iglesia, 1984.
- Dos mejor que uno, d'Ángel Llorente, 1984.
- Madre in Japan, de Paco Perales, 1985.
- Stico, de Jaime de Armiñán, 1985.
- Total (pel·lícula per televisió),de José Luis Cuerda, 1985.
- Crimen en familia, de Santiago San Miguel 1985.
- La corte de Faraón, de José Luis García Sánchez 1985.
- La vaquilla, de Luis García Berlanga, 1985.
- A la pálida luz de la luna, de José María González Sinde, 1985.
- Mambrú se fue a la guerra, de Fernando Fernán Gómez, 1985.
- Redondela, de Pedro Costa, 1986.
- Hay que deshacer la casa, de José Luis García Sánchez (1986).
- Moros y cristianos, de Luis García Berlanga, 1987.
- Policía (1987).
- La marrana, de José Luis Cuerda, 1992.
- Belle Époque, de Fernando Trueba, 1992.
- Después del sueño, de Mario Camus, 1992.
- Aquí, el que no corre...vuela, de Ramón Fernández, 1992.
- Todos a la cárcel, de Luis García Berlanga, 1993.
- Los peores años de nuestra vida, d'Emilio Martínez Lázaro, 1994.
- Siete mil días juntos, de Fernando Fernán Gómez, 1994.
- Así en el cielo como en la tierra, de José Luis Cuerda, 1995.
- La ley de la frontera (1995), d'Adolfo Aristarain
- El abuelo, de José Luis Garci, 1998.
- Caricias, de Ventura Pons, 1998.
- Historia de un beso, de José Luis Garci, 2002.
- Tiovivo c. 1950, de José Luis Garci, 2004.
- El último día del principio de tu vida, de Pedro Folla i Carlos Castel, 2005.

### Televisió
- Firmado Pérez (1963).
- Historia de la frivolidad (1967)
- Silencio, estrenamos (1974).
- Cervantes (1980)
- El jardín de Venus (1983-1984)
- Cuentos imposibles (1984).
- Escalera exterior, escalera interior (1986)
- Clase media (1987)
- Los ladrones van a la oficina, 1993-1996
- Compuesta y sin novio (1994).
- Oh! Espanya (1994)
- Todos a bordo (1995).
- Pepa y Pepe (1995).
- Éste es mi barrio (1996-1997)
- Mamá quiere ser artista (1997)
- Ni contigo ni sin ti (1998)
- La vida en el aire (1998)
- Arrayán (1999)
- A las once en casa, 2000
- Cuéntame cómo pasó (2002)
- 7 Vidas, 2003
- La vida de Rita (2003)

## Teatre (selecció)
- Escuadra hacia la muerte (1953)
- El caso del señor vestido de violeta (1954)
- La fierecilla domada (1954)
- Medida por medida (1955)
- La feria de Cuernicabra (1956)
- Tengo un millón (1960)
- En la red (1961)
- El tintero (1961)
- Vestir al desnudo (1961)
- Las que tienen que servir (1962)
- La loca de Chaillot (1962)
- El proceso del arzobispo Carranza (1964)
- El cerco de Numancia (1966)
- El rei Lear (1967)
- El rufián Castrucho (1968)[4]
- Las mocedades del Cid (1968)[5]
- Medida por medida (1969)
- Luces de bohemia (1970)
- El cántaro roto (1981)
- Las bicicletas son para el verano (1982)[6]
- Todos eran mis hijos (1988)
- El león en invierno (1990)
- Trampa para un hombre solo (2002)
- El alcalde de Zalamea (2003)
- Tres hombres y un destino (2004)

## Premis i candidatures
Medalles del Cercle d'Escriptors Cinematogràfics
| Any  | Categoria                   | Pel·lícula                     | Resultat  |
| ---- | --------------------------- | ------------------------------ | --------- |
| 1981 | Millor actor de repartiment | El poderoso influjo de la luna | Guanyador |

Fotogramas de Plata
| Any  | Categoria                     | Pel·lícula/sèrie/muntatge                              | Resultat  |
| ---- | ----------------------------- | ------------------------------------------------------ | --------- |
| 1982 | Millor intèrpret de teatre    | Las bicicletas son para el verano                      | Guanyador |
| 1984 | Millor actor de cinema        | Las bicicletas son para el verano Los santos inocentes | Nominat   |
| 1984 | Millor intèrpret de televisió | Cuentos imposibles                                     | Nominat   |

Unión de Actores
| Any  | Categoria     | Resultat  |
| ---- | ------------- | --------- |
| 2004 | Tota una vida | Guanyador |

Premis Goya
| Any  | Categoria              | Pel·lícula                      | Resultat |
| ---- | ---------------------- | ------------------------------- | -------- |
| 1986 | Millor actor secundari | Mambrú se fue a la guerra       | Nominat  |
| 1987 | Millor actor secundari | Moros y cristianos              | Nominat  |
| 1994 | Millor actor secundari | Los peores años de nuestra vida | Nominat  |
| 1998 | Millor actor secundari | El abuelo                       | Nominat  |

Altres
- Antena de Oro 1967
- Medalla d'Or al Mèrit en les Belles Arts (1983).
- Premi del Festival Internacional de Cinema de Karlovy Vary (1984).
- Premi ACE (Nova York) (1987).
- Millor actor en el Festival de Cinema de Comèdia de Peníscola (1993).
- Medalla al Mèrit en el Treball, en la seva categoria d'or (2004).
- Premio Max de Teatre al millor actor de repartiment per El alcalde de Zalamea (1984).